# 조지 사튼

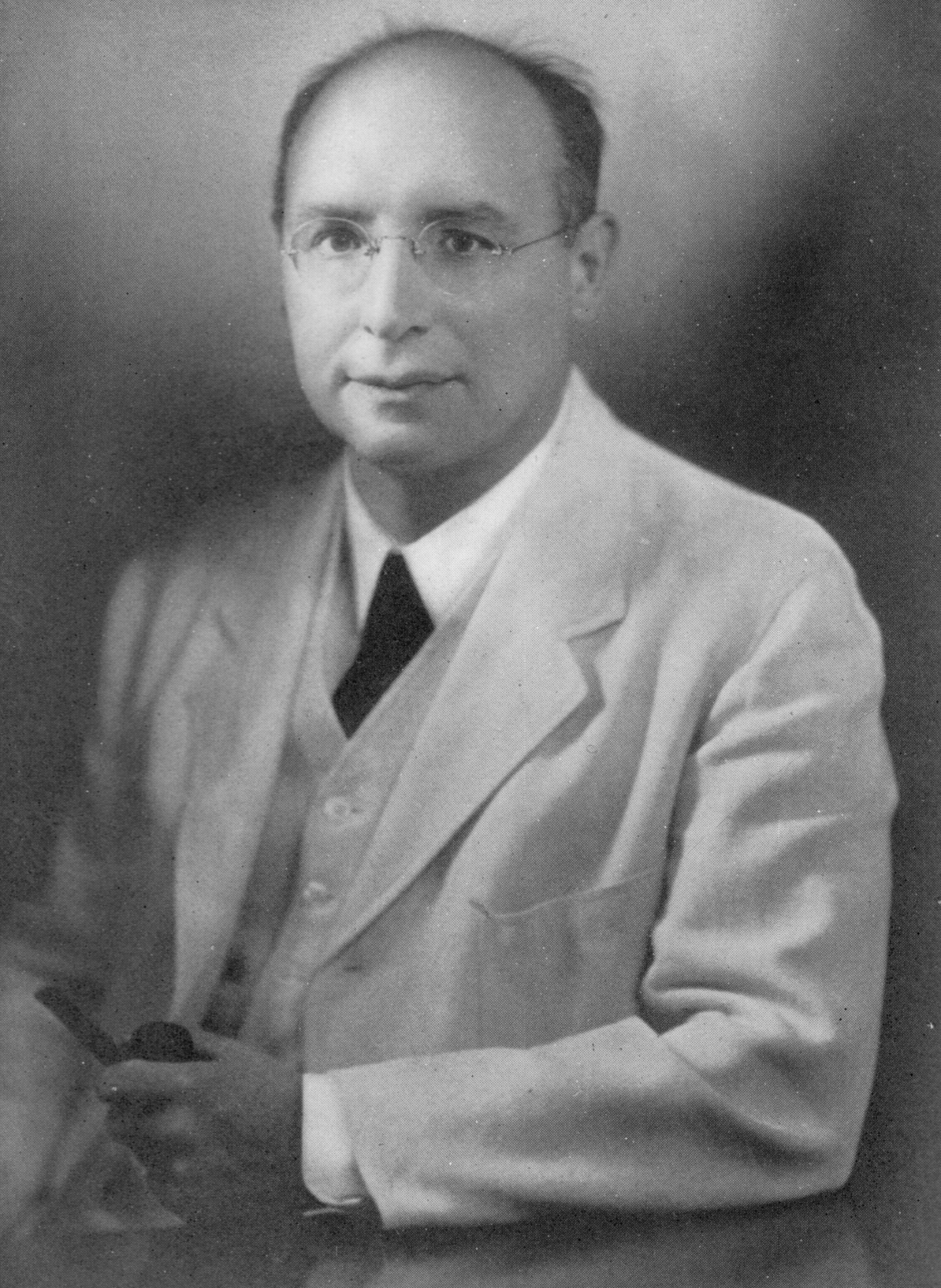

조지 사튼(George Sarton, 1884 8월 31일 - 1956 3월 22일)벨기에 태생의 미국의 화학자이자 역사학자였다. 그는 독립적인 연구로서 과학사 학문의 창시자로 간주된다. 사튼은 궁극적으로 과학과 인문학 간의 연결을 제공하는 과학철학을 달성하는 것을 목표로 삼았으며 이를 "새로운 인본주의"라고 불렀다.